# Australian Combat Assault Rifle
L'Australian Combat Assault Rifle (ACAR) est un fusil d'assaut développé par l'entreprise Thales Australia. Il dérive du F90.

## Histoire
L'arme est présentée en 2022 au Land Forces exhibition en français : « l'exposition des forces terrestres ».

## Utilisateurs
- Ukraine[1]